# 1775 na música

## Nascimentos
| Data           | Nome                      | Profissão             | Nacionalidade | Observações | Ref |
| -------------- | ------------------------- | --------------------- | ------------- | ----------- | --- |
| 16 de Dezembro | François-Adrien Boieldieu | compositor            | França        | m. 1834     |     |
| 28 de Dezembro | João Domingos Bomtempo    | pianista e compositor | Portugal      | m. 1842     |     |

## Mortes
| Data          | Nome                         | Profissão               | Nacionalidade | Observações | Ref |
| ------------- | ---------------------------- | ----------------------- | ------------- | ----------- | --- |
| 15 de Janeiro | Giovanni Battista Sammartini | violinista e compositor | Itália        | n. c.1700   |     |